# Det stora testamentet

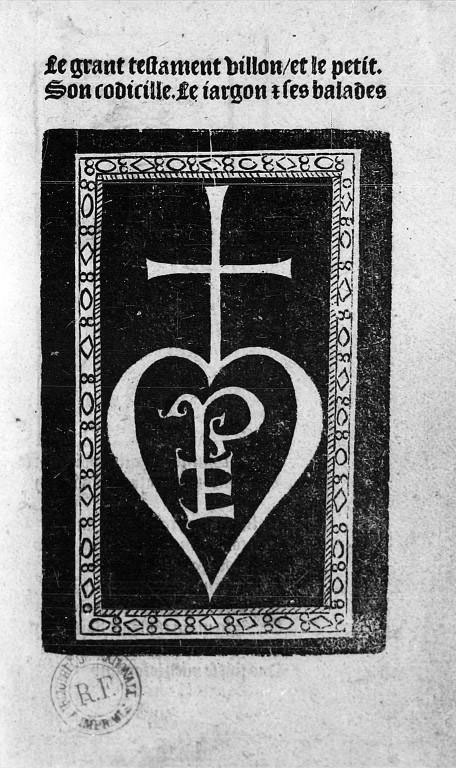
Titelblad från Pierre Levets utgåva från 1489

Det stora testamentet (franska: Le grand testament eller bara Le testament) är en diktsamling av den franske författaren François Villon, skriven 1461. Den är skriven på åttastavig vers och består av en inledande dikt följd av 16 ballades och tre rondeaux. 
Inledningen förklarar att författaren nyss har avtjänat ett fängelsestraff och är orolig över det arv som han ska lämna efter sig. De inledande dikterna har mytologiska och historiska motiv, medan de senare skildrar scener ur 1400-talets Paris, i synnerhet från bordeller och den undre världen. Flera av dikterna innehåller anspelningar och hänvisningar till personer och platser i författarens samtid, vilket gör delar av dem svårbegripliga utan kommentarer. Poeten Clément Marot gav ut en kommenterad utgåva 1533.
Verket finns i två fullständiga svenska översättningar: Ane Randels från 1920 och Axel Österbergs från 1958. Flera av dikterna har tonsatts, bland annat "Ballad om forna tiders kvinnor" ("Ballade des dames du temps jadis") som finns i en inspelning med Georges Brassens från 1953.